# Paraleyrodes citricolus
Paraleyrodes citricolus is een halfvleugelig insect uit de familie witte vliegen (Aleyrodidae), onderfamilie Aleurodicinae.
De wetenschappelijke naam van deze soort is voor het eerst geldig gepubliceerd door Costa Lima in 1928.